# The Hunt for a Killer
The Hunt for a Killer (en suédois : Jakten på en mördare) est une série policière suédoise de 2020 avec les acteurs Anders Beckman, Lotten Roos et Magnus Schmitz. La série est une mini-série en six épisodes. Elle est basée sur des événements réels et est adaptée du livre de reportage de Tobias Barkman du même nom, qui a travaillé comme écrivain sur la série. On peut la rattacher au sous-genre du true crime, ou documentaire criminel.

## Synopsis
En mars 1989, à Hörby, en Scanie, dans le sud de la Suède, le meurtre d'Helén Nilsson (en), âgée de 10 ans, est resté non élucidé pendant quinze ans, laissant la communauté et la police sous le choc et incrédules, d'autant que plusieurs autres féminicides viennent brouiller les pistes.

## Fiche technique
- Réalisation : Mikael Marcimain
- Scénario : Lotta Erikson, Helene Lindholm, d'après Tobias Barkman

- Direction de la photographie : Joe Maples
- Musique : Matthias Bärjed
- Casting : Jeanette Klintberg
- Direction artistique : Rickard Wirén
- Design des costumes : Cilla Rörby

## Distribution
- Anders Beckman : Per-Åke Åkesson
- Lotten Roos : Monica Olhed
- Håkan Bengtsson : Erik Johansson
- Lars Schilken : Tonny Andersson
- Rasmus Troedsson : Krister Berg
- Minoo Mårtensson : Helén Nilsson
- Sasha Becker : Jannica Ekblad
- Magnus Schmitz : Ulf Olsson
- Christian Fex  : Arne Svensson
- Emilie Strandberg : Annika Melin
- Olof Yassin : Leif Storm

## Diffusion
Cette mini-série a été diffusée par la télévision suédoise et en Finlande en novembre 2020, au Danemark (janvier 2021), en Espagne (avril 2021), en Australie (mai 2021), aux États-Unis (août 2021). En Angleterre, elle est diffusée par BBC Four en septembre 2021. Arte la diffuse entre septembre 2023 et février 2025. 

## Accueil
Dans Aftonbladet, la série a été décrite comme "forte, désagréable et tragique", où "un morceau de la véritable histoire criminelle suédoise moderne est dépeint sobrement et méthodiquement", avec un ton "retenu, mélancolique et respectueux". Le Guardian, qui note le film 4 sur 5, souligne le traitement évitant scrupuleusement tout sensationnalisme, ainsi qu'un style cinématographique qui correspond à l'approche méticuleuse, frustrante et sinistre de l'enquête. Il pointe « le lien direct entre le mal banal qu'est la bureaucratie et le mal le plus horrible qui soit ». 

## Thèmes
S'agissant de la mise en scène d'une enquête ayant réellement existé, et basée sur les interviews et les dossiers réels, la série aborde les difficultés réelles auxquelles se heurtent les enquêteurs (multiplicité des suspects, difficultés à faire le tri entre les témoignages, manque de preuves), mais dont certaines sont également internes à la police : rivalités, manques de compétence, limitations des moyens financiers, réformes managériales infantilisantes ou absurde, comme de devoir remplir le planning une année entière à l'avance (rappelons qu'on est en pleine mutation néolibérale et de nouvelle gestion publique). Ces problèmes institutionnels peuvent aller jusqu'à mettre sur la touche les meilleurs enquêteurs et enquêtrices. L'apport de ces dernières est d'ailleurs souligné, en lien notamment avec leur approche particulière des interrogatoires,. 
La série dépeint également certaines failles de la société suédoise, notamment la prévalence de la maltraitance infantile parmi les suspects impliqués dans les différentes affaires.

## Style
Cette mini-série s'inscrit stylistiquement dans le courant du « noir nordique », ou « polar nordique », comme dans la série policière d'Henning Mankell et son inspecteur Wallander, ou les séries télévisées The Killing, ou Bron. Toutefois, elle est encore plus sobre, ne consacre pas d'espace à la vie privée des enquêteurs, et aucune vedette ne vient relever le casting, les personnages étant montrés sans glamour, sans super-pouvoir, ni originalité. Les lumières y sont ternes, souvent hivernales et plombées, et conviennent parfaitement à l'intrigue sinistre. Le déroulement reste captivant par les obstacles à franchir et les problématiques mises en évidence,.